# Slobozia-Șirăuți
Slobozia-Șirăuți è un comune della Moldavia situato nel distretto di Briceni di 1.105 abitanti al censimento del 2004.